# Teulisna plagiata
Teulisna plagiata är en fjärilsart som beskrevs av Walker 1862. Teulisna plagiata ingår i släktet Teulisna och familjen björnspinnare. Inga underarter finns listade i Catalogue of Life.